# فهرست قنات‌های شهرستان هرسین
جدول زیر بر اساس آمار وزارت جهاد کشاورزیتهیه شده‌است. فهرست زیر قنات‌های شهرستان هرسین در استان کرمانشاه را نشان می‌دهد.
| نام قنات     | موقعیت                        | نزدیک‌ترین روستا      | طول قنات (متر) | تعداد میله چاه | عمق مادر چاه | دبی (لیتر بر ثانیه) | سطح زیر کشت (هکتار) |
| ------------ | ----------------------------- | -------------------- | -------------- | -------------- | ------------ | ------------------- | ------------------- |
| زازرم سفلی   | بخشی نامعلوم در شهرستان هرسین | زازرم سفلی           | ۳۰۰            | ۰              | ۰            | ۱۴                  | ۴۰                  |
| زازرم علیا   | بخشی نامعلوم در شهرستان هرسین | زازرم علیا           | ۳۵۰            | ۰              | ۰            | ۴۱                  | ۴۵                  |
| سرگون        | بخشی نامعلوم در شهرستان هرسین | شتادآباد سفلی        | ۱۸۰۰           | ۰              | ۰            | ۱۵                  | ۱۰                  |
| قاضی         | بخشی نامعلوم در شهرستان هرسین | نامعلوم              | ۳۰۰            | ۰              | ۰            | ۳                   | ۵                   |
| قنات سفید    | بخشی نامعلوم در شهرستان هرسین | چرالنگه              | ۲۳۰            | ۰              | ۰            | ۴                   | ۷                   |
| نامعلوم      | بخشی نامعلوم در شهرستان هرسین | اسحاق وند علیا       | ۲۵۰            | ۰              | ۰            | ۱۳                  | ۲۵                  |
| نامعلوم      | بخشی نامعلوم در شهرستان هرسین | اسحاق وند سفلی       | ۷۵۰            | ۰              | ۰            | ۱۱                  | ۱۸                  |
| نامعلوم      | بخشی نامعلوم در شهرستان هرسین | میدان                | ۱۲۰            | ۰              | ۰            | ۵                   | ۶                   |
| نامعلوم      | بخشی نامعلوم در شهرستان هرسین | نوقله                | ۱۵۰            | ۰              | ۰            | ۲۵                  | ۶                   |
| نامعلوم      | بخشی نامعلوم در شهرستان هرسین | قشلاق                | ۲۰۰            | ۰              | ۰            | ۵                   | ۵                   |
| نامعلوم      | بخشی نامعلوم در شهرستان هرسین | قیطول                | ۱۲۰            | ۰              | ۰            | ۵                   | ۲٫۵                 |
| نامعلوم      | بخشی نامعلوم در شهرستان هرسین | قلهع جوق             | ۲۷۰            | ۰              | ۰            | ۲                   | ۷                   |
| نامعلوم      | بخشی نامعلوم در شهرستان هرسین | سرخه ده              | ۵۳۰            | ۰              | ۰            | ۴                   | ۲۵                  |
| نامعلوم      | بخشی نامعلوم در شهرستان هرسین | شتادآباد سفلی        | ۲۰۰            | ۰              | ۰            | ۲۵                  | ۸۰                  |
| نامعلوم      | بخشی نامعلوم در شهرستان هرسین | گوهر                 | ۲۰۰            | ۰              | ۰            | ۵                   | ۱۲                  |
| نامعلوم      | بخشی نامعلوم در شهرستان هرسین | دهنو                 | ۷۵             | ۰              | ۰            | ۵                   | ۴۰                  |
| نامعلوم      | بخشی نامعلوم در شهرستان هرسین | گنجوا                | ۱۴۵            | ۰              | ۰            | ۸                   | ۲۸                  |
| نامعلوم      | بخشی نامعلوم در شهرستان هرسین | پریوه سفلی           | ۷۰۰            | ۰              | ۰            | ۱۳                  | ۴۰                  |
| نامعلوم      | بخشی نامعلوم در شهرستان هرسین | پریوه علیا           | ۵۰۰            | ۰              | ۰            | ۱۲                  | ۳۰                  |
| نامعلوم      | بخشی نامعلوم در شهرستان هرسین | چشمه کبود            | ۳۳۰            | ۰              | ۰            | ۷                   | ۸۸                  |
| نامعلوم      | بخشی نامعلوم در شهرستان هرسین | حسن بقعه             | ۲۸۰            | ۰              | ۰            | ۴                   | ۱۳                  |
| نامعلوم      | بخشی نامعلوم در شهرستان هرسین | هنیله                | ۴۵۰            | ۰              | ۰            | ۳                   | ۱۵                  |
| نامعلوم      | بخشی نامعلوم در شهرستان هرسین | بران‌آباد علیا و سفلی | ۱۱۰۰           | ۰              | ۰            | ۱۰                  | ۱۰                  |
| نامعلوم      | بخشی نامعلوم در شهرستان هرسین | کل کشوند سفلی        | ۳۷۰            | ۰              | ۰            | ۲۵                  | ۴۰                  |
| ویس احمد     | بخشی نامعلوم در شهرستان هرسین | پریوه علیا           | ۲۵۰            | ۰              | ۰            | ۲۵                  | ۴۸                  |
| چغاسعید      | بخشی نامعلوم در شهرستان هرسین | چغاسعید              | ۶۰۰            | ۰              | ۰            | ۳۵                  | ۶۰                  |
| کردمیر       | بخشی نامعلوم در شهرستان هرسین | کهریز قاضی           | ۹۰۰            | ۰              | ۰            | ۲۲                  | ۷۰                  |
| کردمیر       | بخشی نامعلوم در شهرستان هرسین | کهریز قاضی           | ۳۰۰            | ۰              | ۰            | ۳                   | ۶                   |
| کلگاه        | بخشی نامعلوم در شهرستان هرسین | کاه رنگی             | ۱۲۰            | ۰              | ۰            | ۳۰                  | ۵۰                  |
| کلگاه        | بخشی نامعلوم در شهرستان هرسین | چغاسعید              | ۱۱۰۰           | ۰              | ۰            | ۱۲                  | ۲۴                  |
| کلگاه        | بخشی نامعلوم در شهرستان هرسین | تمرگ                 | ۵۰۰            | ۰              | ۰            | ۱۹                  | ۴۸                  |
| کهریز        | بخشی نامعلوم در شهرستان هرسین | شتادآباد سفلی        | ۶۵۰            | ۰              | ۰            | ۱۸                  | ۵۰                  |
| کهریز کیقیاد | بخشی نامعلوم در شهرستان هرسین | کهریز کیقیاد         | ۸۸۰            | ۰              | ۰            | ۲۵                  | ۱۴۸                 |